# Isole di Portolucas
Le isole di Portolucas, o di Portu Casu, sono due isolotti del mar Tirreno situati a ridosso della costa nord-orientale della Sardegna, tra la punta Ruja e capo Ceraso.

Appartengono amministrativamente al comune di Olbia.